# Boleslav I. Opolský
Boleslav I. Opolský (1254/58 – 14. května 1313) byl opolský kníže z rodu slezských Piastovců.

## Život
Byl synem opolsko-ratibořského knížete Vladislava I. V roce 1280 uzavřel spolu s otcem na šest let spojeneckou smlouvu s vratislavským knížetem Jindřichem IV., zaměřenou především proti poručníkovi českého krále Václava II. braniborskému markraběti Otovi V., avšak po otcově smrti roku 1281 se tato koalice rozpadla.

### Vládcem Opolska
Po otcově smrti si jeho synové rozdělili knížectví zprvu na tři a později na čtyři samostatná knížectví. Boleslavovi připadla část území s městem Opole. Dne 17. ledna 1291 uzavřel v Olomouci spolu s bratrem Měškem I. Těšínským spojeneckou smlouvu s českým králem Václavem II. V ní se zavázal podporovat českého krále a souhlasil s Václavovou smírčí rolí při řešení konfliktu mezi oběma bratry. Následně se vydal s českým vojskem ke Krakovu, který byl bez vážnějších potíží obsazen, a krátce zde působil jako Václavův zástupce. V roce 1311 podpořil povstání krakovských měšťanů proti Vladislavu Lokýtkovi a následně do znovudobytí města Vladislavem v roce 1312 zde působil jako zástupce českého krále Jana. Je pohřben v kapli svaté Anny ve františkánském klášteru v Opoli.